# Playa del Toyo
La Playa del Toyo es una playa localizada en el término municipal de Almería, a aproximadamente 10 kilómetros de la capital.

## Descripción
Recibe este el sector de litoral que se desarrolla entre la desembocadura de la Rambla del Puente de la Quebrada y la cercana playa de Retamar.
Hasta el año 2003 la playa era virgen e iban a la misma aquellos vecinos de Retamar que buscaban algo más de intimidad. En ese año se empezó a construir la Villa Olímpica de los XV Juegos del Mediterráneo que luego pasaría a ser la actual urbanización de El Toyo, se hizo el paseo marítimo actual, en el que se integró el cuartel de la Cruceta, y los accesos a la playa.
Esta playa tiene 1300 metros de longitud por 20 metros de anchura. El acceso a la misma se realiza desde la propia urbanización por las escaleras y rampas del paseo marítimo, debido al desnivel existente entre la urbanización y el mar.
Está provista de todo tipo de servicios: zona de baño adaptada para discapacitados, duchas, aseos, zonas de juego, servicio de vigilancia y socorrista.
Normalmente el nivel de ocupación de la playa es bajo ya que las viviendas y hoteles no están cerca de la misma. La arena es de tipo grava y todos los veranos es necesario reposición de la misma debido al fuerte oleaje y el viento del invierno, problema común con otras playas de la zona.

## Puntos de interés
- Casa fuerte de la Cruceta

### Sendero hasta Costacabana
Desde El Toyo empieza un sendero delimitado por vallas bajas de madera. Comienza con un sendero de tierra hasta que bajamos una pequeña rambla. Nos adentramos en la playa del Alquián donde encontraremos el Chiringuito del Alquián y el lugar donde los pescadores dejan sus barcas cuando terminan de pescar. Pasando esta zona el terreno se vuelve más pedregoso, será cuando lleguemos a La Jaima de Costacabana. Pasado este bar de ambiente chill-out el terreno recupera su tono de tierra compactada, terminando su recorrido en la urbanización de Costacabana.